# Royal Society of Chemistry

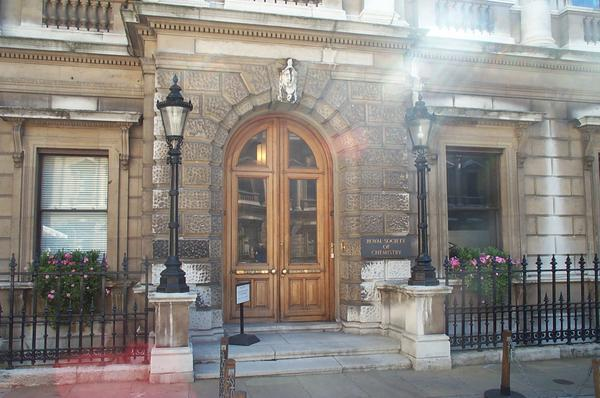
Royal Society of Chemistry.

La Royal Society of Chemistry (RSC) es una sociedad científica (y colegio profesional) del Reino Unido con la finalidad de «fomentar las ciencias químicas». Esta organización lleva a cabo investigaciones, publica revistas científicas, libros y bases de datos, así como es la sede de conferencias, seminarios y talleres. Es el colegio profesional de los químicos del Reino Unido, con la facultad de conceder el estado de químico colegiado (Chartered chemist o CChem) a los candidatos convenientemente cualificados. La designación FRSC (Fellows of the RSC) se otorga a un grupo de miembros electos que han hecho contribuciones importantes a la química. Los nombres de los Fellows se publican cada año en The Times (Londres). La sede central de la sociedad está en Burlington House, Piccadilly, Londres. También tiene oficinas en Thomas Graham House en Cambridge donde radica RSC Publishing, la editorial de la sociedad.

## Historia
La Royal Society of Chemistry se fundó en 1980 de la fusión de la Chemical Society, el Royal Institute of Chemistry, la Faraday Society y la Society for Analytical Chemistry.

## Grados de afiliación y acrónimos postnominales
Los siguientes son los grados de afiliación con las correspondientes letras post-nominales o letras designatorias:
- Afiliado: (sin post-nominal) Es el grado para los estudiantes y aquellos implicados en la química que no cumplen los requisitos para los siguientes grados.
- AMRSC: Miembro Asociado de la RSC o Associated Member, Royal Society of Chemistry Es el nivel de entrada para los afiliados a la RSC. El grado AMRSC se concede a los graduados (o similar) en ciencias químicas.
- MRSC: Miembro de la RSC o Member, Royal Society of Chemistry Se concede a los graduados (o similar) con al menos 3 años de experiencia, que hayan adquirido destrezas clave mediante la actividad profesional.
- FRSC: Fellow de la Royal Society of Chemistry. El grado de Fellow se puede conceder a los candidatos que han realizado alguna contribución sobresaliente a la química.
- CChem: Químico colegiado o Chartered Chemist La concesión de este grado (CChem) se considera de modo independiente de la admisión en una de las categorías de afiliación a la RSC. Los candidatos necesitan ser MRSC o FRSC y demostrar el desarrollo de atributos profesionales específicos y desempeñar un trabajo que requiera su conocimiento y destrezas en química .
- CSci: Científico colegiado o Chartered Scientist La RSC está autorizada por el Science Council para llevar el registro de químicos colegiados o Chartered Scientists.
- EurChem: Químico europeo o European Chemist La RSC pertenece al Consejo Europeo de Sociedades de Química, European Communities Chemistry Council (ECCC), y puede conceder esta distinción da los a los químicos colegiados.
- MChemA: Máster en Análisis químico o Mastership in Chemical Analysis La RSC concede esta cualificación de postgraduado que es la cualificación establecida por la ley en el Reino Unido para la práctica como analista.[3] Requiere que los candidatos envíen una solicitud indicando poseer la adecuada experiencia y, además, pasar exámenes de teoría y de práctica de laboratorio.[4]

## Divisiones y foros
La sociedad se organiza en 5 divisiones y 4 foros, basados en áreas temáticas, y secciones locales, tanto en el Reino Unido como en el extranjero. Las divisiones y foros cubren amplias áreas de la química, incluyendo al mismo tiempo muchos grupos de interés especial para áreas más específicas.
- División Analítica para la química analítica y la promoción de los objetivos iniciales de la Society for Analytical Chemistry. Posee 12 grupos temáticos.
- División Dalton, nombrada en honor de John Dalton, dedicada a la química inorgánica. 6 grupos temáticos.
- División Educación dedicada a la educación química. 4 grupos temáticos.
- División Faraday, nombrada en honor de Michael Faraday, dedicada a la química física y a la promoción de los objetivos iniciales de la Faraday Society. 14 grupos temáticos.
- División Orgánica dedicada a la química orgánica. 6 grupos temáticos.
- Foro de Biología química. 2 grupos temáticos.
- Foro de medio ambiente, sostenibilidad y energía. 3 grupos temáticos.
- Foro de química de materiales. 4 grupos temáticos.
- Foro de industria y tecnología. 13 grupos temáticos.

Hay 12 grupos temáticos no adscritos a una división o foro.

## Secciones locales
Hay 35 secciones locales que cubren el Reino Unido y la República de Irlanda. En países de la Commonwealth of Nations y en muchos otros países hay representantes locales de la sociedad y, a menudo, algunas actividades. 

## Publicaciones
La sociedad es un editor sin ánimo de lucro: el excedente generado por su empresa editorial es invertido en apoyar sus objetivos de promoción de las ciencias químicas.
Además de una extensa lista de revistas científicas y revisiones que cubren todas las áreas de la química, la sociedad publica:-
- Una revista de química general, Chemistry World (ISSN: 1473-7604), que es enviada mensualmente a todos los miembros de la sociedad, repartidos por todo el mundo. El consejo editorial está formado por 10 químicos académicos e industriales. Comenzó a publicarse en enero de 2004 y reemplazó a Chemistry in Britain, publicada desde 1965. Su contenido incluye noticias, artículos de química general, de historia de la química y desarrollos tecnológicos, reseñas de libros y cartas de los lectores.
- Tres suplementos, Highlights in Chemical Science, Highlights in Chemical Biology y Highlights in Chemical Technology que cubren conjuntamente todas las publicaciones de la RSC , proporcionando un panorama de los más recientes desarrollos en las ciencias químicas, sobre aspectos industriales y tecnológicos de la investigación y sobre biología química. . Incluyen algunas secciones como Research highlights, que recoge los artículos de interés periodístico, así como también los más importantes avances científicos que aparecen en los artículos de investigación; y Essential Elements, que informa sobre los últimos desarrollos y noticias, incluyendo detalles sobre novedades editoriales. Se publican mensualmente y están disponibles en línea de forma gratuita y como suplemento gratis en los ejemplares impresos de algunas revistas.

- - Highlights in Chemical Science está disponible con los ejemplares de Chemical Communications, Dalton Transactions, Journal of Materials Chemistry, Organic and Biomolecular Chemistry, Physical Chemistry Chemical Physics, Chemical Society Reviews, New Journal of Chemistry y Journal of Analytical Atomic Spectrometry.
  - Highlights in Chemical Biology está disponible en Chemical Communications, Dalton Transactions, Organic and Biomolecular Chemistry, Lab on a Chip, Integrative Biology, Metallomics, Molecular BioSystems, Photochemical and Photobiological Sciences y Natural Product Reports.
  - Highlights in Chemical Technology está disponible en The Analyst, Analytical Abstracts, Chemical Communications, CrystEngComm, Green Chemistry, Journal of Environmental Monitoring, Journal of Materials Chemistry, Energy & Environmental Science, Physical Chemistry Chemical Physics y Lab on a Chip.

- Libros para estudiantes, incluyendo los Tutorial Chemistry Texts una serie de 23 libros, editados por el Profesor E. W. Abel, y los 8 libros de la serie Molecular World, cuyo coordinador de edición es el Profesor L. E. Smart.

- Libros sobre historia de la química, como una historia de la Faraday Society.

## Biblioteca
La sociedad cuenta con una gran biblioteca en su sede de Burlington House, que cubre de modo preferente todas las áreas de la química, incluyendo acceso en línea para miembros.

## Premios y distinciones

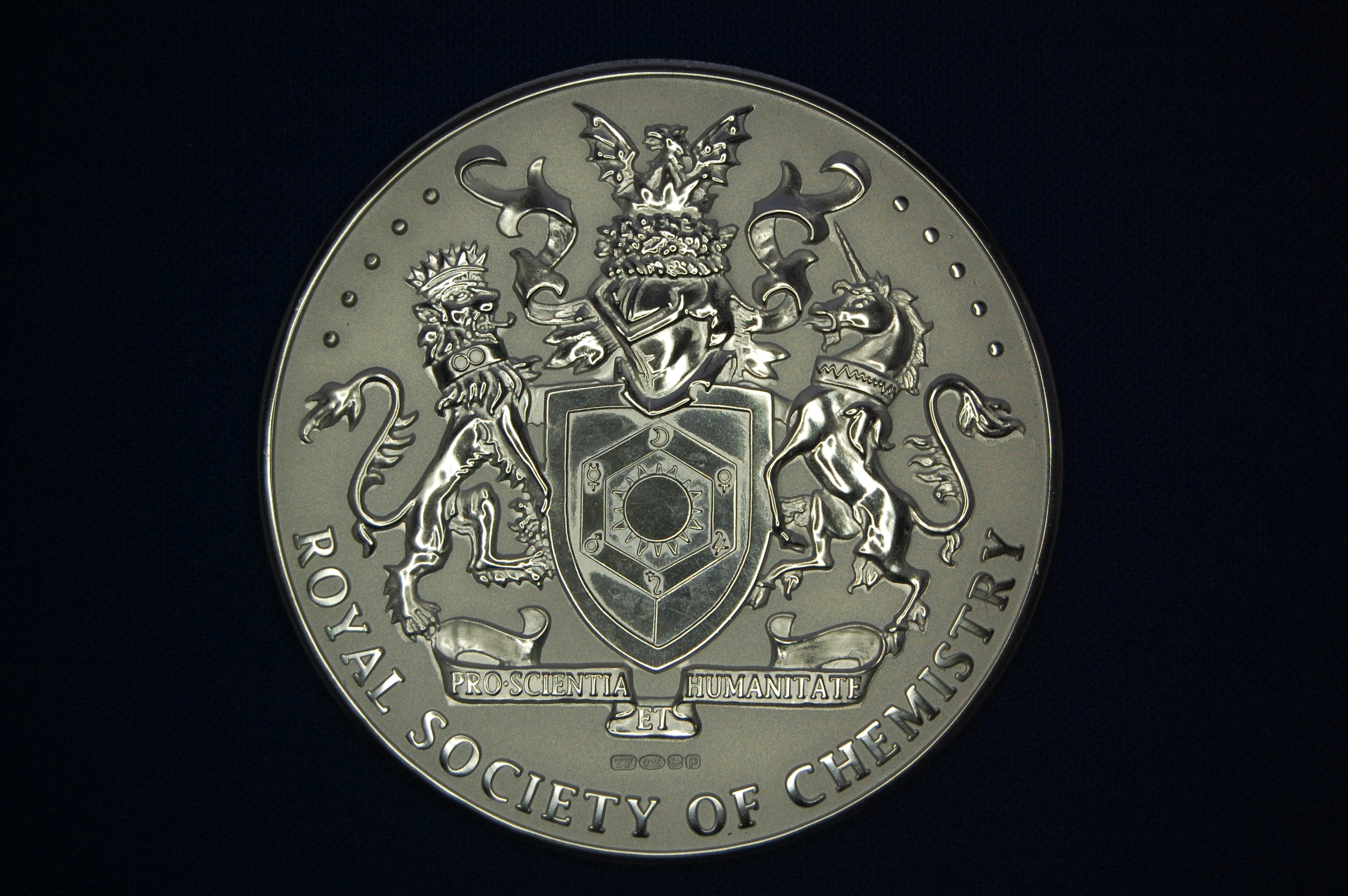

La RSC concede una gran variedad de premios y distinciones cada año, que incluyen premios a la excelencia en todas las áreas de la química, en áreas especializadas o por logros significativos en periodos singulares de la carrera de un químico.
Las medallas se conceden tanto por la sección central de la RSC y por las diferentes divisiones de la organización. Hay también distinciones que son gestionadas por los grupos de interés de la RSC.
Los premios concedidos por la sección central incluyen:
- Harrison-Meldola Memorial Prize o Premio Memorial Harrison-Meldola que se concede a un químico británico menor de 32 años por investigaciones originales en química que se consideren prometedoras. w[6] Algunos de los químicos que recibieron este galardón fueron C.K. Ingold (1921, 1922), C.N. Hinshelwood (1923), R.H. Stokes (1946), D.H. Williams (1966) and J. Evans (1978).
- Corday-Morgan Prizes o Premios Corday-Morgan que consiste en tres distinciones separadas a las contribuciones más meritorias en química experimental (incluyendo simulación por ordenador).[7] Entre los galardonados con estos premios están D.H.R. Barton (1949), R.S. Nyholm (1950), F. Sanger (1951), J.W. Cornforth (1953), R.E. Richards (1954) y G. Porter (1955). Entre sus últimos premiados se encuentran muchos de los líderes actuales de la comunidad química del reino Unido

La División Faraday concede anualmente el Marlow Award por contributiones a la química física o la fisicoquímica de miembros de dicha División menores de 32 años. Los últimos galardonados son Andrew Orr-Ewing, (1999), Jonathan A Jones, (2000), Helen Fielding (2001), Jonathan Essex (2002), Daren Caruana (2003), Jonathan Reid (2004), Julie Macpherson (2005), Fred Manby (2006) y Alessandro Troisi (2007).